# Javanais (peuple)
Pour les articles homonymes, voir Javanais, Javanais (argot) et Javanais (chat).

Les Javanais sont un groupe ethnique austronésien originaire du centre et de l'est de l'île indonésienne de Java en Indonésie. Avec plus de 100 millions d'habitants, les Javanais constituent le groupe ethnique le plus important d'Indonésie et de l'Asie du Sud-Est dans son ensemble. Leur langue maternelle, le javanais, de la branche malayo-polynésienne, est la plus importante des langues austronésiennes en termes de nombre de locuteurs natifs et la plus grande langue régionale d'Asie du Sud-Est. En tant que groupe ethnique le plus important de la région, les Javanais ont historiquement dominé le paysage social, politique et culturel de l'Indonésie et de l'Asie du Sud-Est.

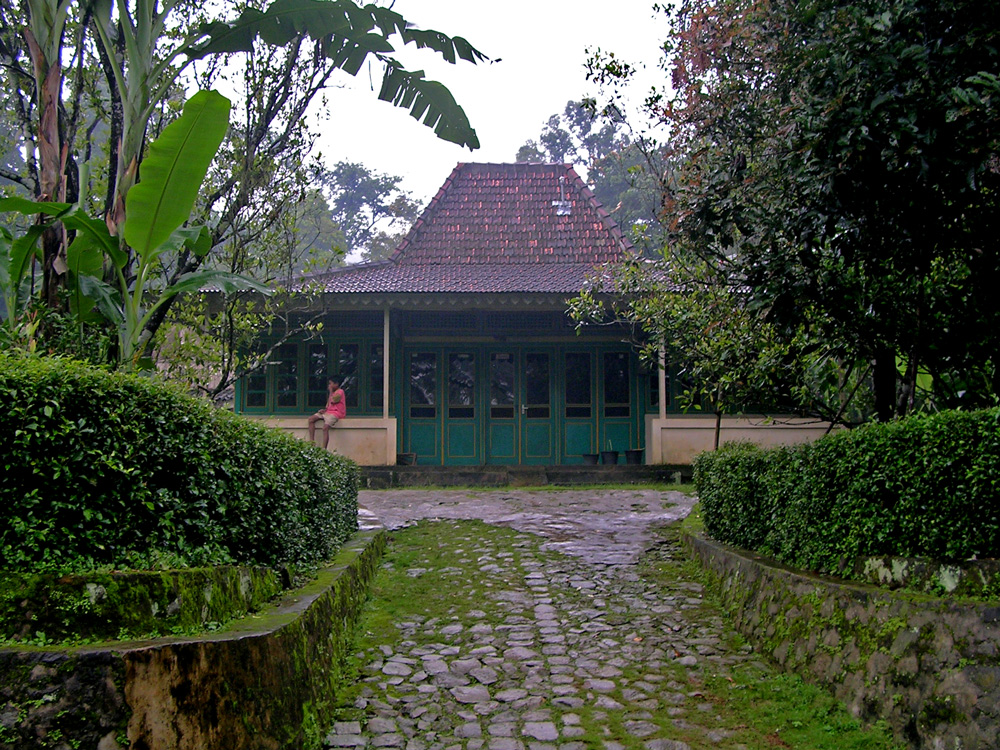
Maison javanaise dans la région de Salatiga.

On trouve également d'importantes populations javanaises dans la province de Lampung dans le sud de l'île de Sumatra, où le gouvernement colonial des Indes néerlandaises avait, au début du XXe siècle, installé des paysans javanais dans le cadre d'un programme destiné à soulager Java surpeuplée, et dans la province de Sumatra du Nord, où des planteurs hollandais avaient fait venir des Javanais pour travailler dans leurs plantations.
Hors d'Indonésie, on trouve des Javanais au Suriname, également ancienne colonie néerlandaise, et en Nouvelle-Calédonie, où les propriétaires de mines de nickel avaient fait venir de la main-d'œuvre de Java. 
Les Javanais sont en majorité musulmans sunnites. Il existe d'importantes minorités catholique et protestante. On trouve en outre des enclaves hindouistes dans la région de Banyuwangi, les flancs du Mont Lawu et le massif du Tengger.

## Origines
Il y a environ 21 000 ans, la Nouvelle-Guinée était reliée à l'Australie, formant la masse continentale appelée Sahul. L'Australie avait été peuplée il y a au moins 40 000 ans par des migrations depuis l'actuel continent asiatique. On a retrouvé, dans la Grande Grotte de Niah au Sarawak un crâne humain qu'on a daté de 40 000 ans. Ces migrations avaient été possibles car à l'époque, le niveau des mers était plus bas qu'actuellement. Des migrations avaient également pu avoir eu lieu directement de l'Asie vers la Nouvelle-Guinée et les îles Salomon.
Il y a 5 000 à 6 000 ans, le niveau des mers est remonté pour atteindre la situation actuelle, coupant ces populations du continent asiatique et empêchant d'autres migrations pour un certain temps.
Il y a 5 000 ans (3000 av. J.-C.), des habitants du littoral de la Chine du Sud, cultivateurs de millet et de riz, commencent à traverser le détroit pour s'installer à Taiwan. Vers 2000 av. J.-C., des migrations ont lieu de Taiwan vers les Philippines. De nouvelles migrations commencent bientôt des Philippines vers Sulawesi et Timor et de là, les autres îles de l'archipel indonésien. Vers 1 500 av. J.-C., un autre mouvement migratoire mène des populations des Philippines vers la Nouvelle-Guinée, et au-delà, les îles du Pacifique. Les Austronésiens sont sans doute les premiers grands navigateurs de l'histoire de l'humanité.
Le peuplement de l'Indonésie a ainsi des origines multiples, comme l'attestent les résultats d'une étude menée par des généticiens.

## Personnalités javanaises
- La chanteuse française Anggun est d'origine javanaise.
- Nafa Urbach est une chanteuse indonésienne métissée ashkénaze-javanaise.